# Nyquist-Shannons samplingsteorem

Hypotetiskt spektrum hos en bandbegränsad signal som funktion av frekvens

Nyquist-Shannons samplingsteorem, även kallad Nyquistteoremet, Shannonteoremet eller samplingsteoremet, talar om med vilken frekvens man måste mäta en vågrörelse med hjälp av sampling för att kunna återskapa signalen. Teoremet går i grova drag ut på att man måste, för att undvika fel, sampla med en frekvens som är minst dubbla signalens bandbredd annars blir resultatet av mätningen lägre än signalens verkliga frekvens.
Teoremet har sitt namn efter Claude Shannon och Harry Nyquist, som ungefär vid samma tidpunkt beskrev vilka krav som ställs på det antal mätpunkter man behöver per tidsenhet för att kunna återskapa en signal.